# Fernando Vázquez Mourelo
Fernando V. Mourelo (Cacabelos, León, 1965) es un artista español considerado como uno de los más destacados representantes de la pintura figurativa más contemporánea.

## Biografía
Natural de El Bierzo, V. Mourelo se empapó desde muy niño de los colores, contrastes, ritos y luces del valle leonés. Su temprana vocación por la pintura, le llevaron a trasladarse a Salamanca para formarse como artista en la Facultad de Bellas Artes de la Universidad de Salamanca, en la que actualmente es profesor de pintura. Su pasión por la libertad creativa de Picasso, el color y el gesto de El Greco y el grafismo y la temática de Fernand Léger marcaron sus inicios artísticos. 

Tras concluir su estudios y doctorado en Bellas Artes firma sus primeras exposiciones individuales a finales de los 90 en las que ya quedó patente su profundo conocimiento de la pintura tanto desde el punto de vista técnico interdisciplinar como de relato marcando las primeras pinceladas de una obra a medio camino entre lo abstracto y lo figurativo. 

En su faceta docente es también profesor de Artes Plásticas en el IES Senara (Babilafuente) donde imparte Dibujo y Teatro.

## Obra
La actividad de V. Mourelo se caracteriza por la dualidad en el trabajo: del mundo del teatro de autor y la escenografía al universo del creador de (como él los llama) sus artefactos artísticos. Ambos espacios se nutren, se complementan y se citan mutuamente explorando la variedad de lenguajes formales, su impacto y su mecánica. 

En el ámbito de la creación plástica, su trabajo se estructura en series. Cada serie está formada por un grupo de piezas que nacen a partir de un pensamiento. Ocurre que cada serie termina poseyendo sus propias claves formales dentro de un lenguaje plástico personal, mestizo y que de forma cíclica vuelve una y otra vez sobre sí mismo. Ocurre que el tema esencial en la obra de V. Mourelo es la propia pintura, sus límites, sus posibilidades y su lugar en el mundo actual. El lenguaje de V. Mourelo se mimetiza con el sentimiento, nos remite a referencias conocidas, indaga sobre la relación entre superficie y contenido, se repite y se reinventa desde un collage, una imagen web, una foto de un periódico, un grafiti o incluso un catálogo de ofertas del supermercado. Se trata de un constante ejercicio de metapintura, reflexión y destreza técnica.

A lo largo de su carrera ha evolucionado desde una pintura intimista y lírica reflejada en la serie "Bodegones Salvajes" hasta el verdadero aluvión de imágenes y estímulos que nos rodea en la sociedad actual, pasando por el expresionismo con claras reminiscencias del cine y de la estética pop. 

La creación de su artefactos artísticos: escenográficos o plásticos son un viaje de encuentro en el que un vaso es la huella de su contenido, el rostro sin faz es vida entera, veladura es memoria y si acaso, sólo la nostalgia del objeto-cuadro con su propia historia manual, siempre vital (dicha desde su ha sido) es una reliquia que se muestra y se convierte en el vehículo para que el espectador dialogue y opine de todo.

En la actualidad, podemos encontrar obras de V. Mourelo en os fondos de la colección permanente del DA2 Domus Atrium (Salamanca) así como en numerosas colecciones privadas.

 “…hay una indisoluble dualidad del hombre artista y el ser contemporáneo: ser que contempla y expresa el mundo - a través de sí mismo y de los otros- como huella o dramaturgia de la existencia de las cosas y a la par como demostración teatral o plástica de que la vida se contiene en el metalenguaje de lo que no se deja ver, de lo que transita o de lo que se expone como un acto parasimpático de la biología íntima o social del tiempo que vivo...”

Fernando V. Mourelo

## Exposiciones individuales más destacadas
- 2011 Kurikaesu e. Repetir imagen. Galería Artis. Salamanca
- 2011 Estereotipias. M.A.R.CA. Cacabelos. León
- 2008 La camisa americana. Galería Ármaga. León
- 2007 Estabulario. Santa Nonia. Caja España. León
- 2007 Estabulario. La Salina. Salamanca
- 2006 Estabulario. Plaza de Madrid. Valladolid
- 2006 Estabulario. San Torcuato. Zamora
- 2006 Estabulario. Caja España. Palencia
- 2005 F. Vázquez Mourelo. Galería Artis. Salamanca
- 2005 Tapies Homagem. Galería Juan Manuel Lumbreras. Bilbao
- 2005 Estabulario. Instituto de Estudios Bercianos. Ponferrada
- 2003 Vázquez Mourelo. Galería Ármaga. León
- 2002 Subhurmanos. Galería Juan Manuel Lumbreras. Bilbao
- 2000 Vázquez Mourelo. Galería Reyes Católicos. Salamanca
- 1999 Vázquez Mourelo. Pinturas y Dibujos. Galería Reyes Católicos. Salamanca
- 1998 Vázquez Mourelo. Pinturas y Dibujos. Instituto de Estudios Bercianos. Ponferrada
- 1984 Ayuntamiento de Cacabelos. León

## Exposiciones colectivas más destacadas
- 2010 50X50. Espacio León. León
- 2010 Artsalamanca. Galería Artis. Salamanca
- 2008 Artsalamanca. Galería Artis. Salamanca
- 2007 Artsalamanca. Galería Artis. Salamanca
- 2006 Figuraciones nuestras. Sala de San Esteban. Salamanca
- 2006 Artsalamanca. Galería Artis. Salamanca
- 2005 Artsalamanca. Galería Artis. Salamanca
- 2004 Mirarte o de cómo los cuadros hablan. Santo Domingo. Salamanca
- 2004 Arte en el Camino. Sala de exposiciones del Consistorio de León
- 2003 XI Premio Ciudad de Tudela. Centro Cultural Castell-Ruiz. Tudela.
- 2003 Primeros Premios de la Fundación Gaceta. Palacio de Fonseca. Salamanca
- 2003 IX Premio de Dibujo Gregorio Prieto. Fundación Gregorio Prieto. Valdepeñas. Ciudad Real
- 2002 XVI Premio BMW de Pintura. Museo de Bellas Artes de San Fernando. Madrid
- 2002 IX Premio Nacional de Dibujo Gregorio Prieto. Museo de la Ciudad de Madrid
- 2000 II Feria de Arte Contemporáneo de Castilla y León. Galería Reyes Católicos. Salamanca
- 2000 IX Feria Arte Santander. Galería Reyes Católicos
- 2000 AGACAL Exposición itinerante de la Asociación de Galerías de Arte de Castilla y León. Burgos, Zamora, León, Viseu.
- 2000 I Feria de Arte Contemporáneo de Castilla y León
- 1999 AGACAL Exposición itinerante de la Asociación de Galerías de Arte de Castilla y León. Palacio de Congresos. Salamanca
- 1986 Exposición en el Torreón de Lozoya. Segovia
- 1984 Ayuntamiento de Villafranca del Bierzo. León
- 1984 V Centenario de la incorporación de Ponferrada a la Corona de Castilla. Monasterio de Carracedo. León

## Premios
- 2002 Medalla de Honor en el X Premio de Pintura Ciudad de Tudela
- 2001 Medalla de Honor del XVI Premio de Pintura BMW
- 1996 Primer Premio del I Certamen de Pintura Fundación La Gaceta, Salamanca
- 1986 Beca de Pintura de Paisaje del Paular en Segovia.